# Massey Ferguson 37
Le Massey Ferguson 37 est un tracteur agricole produit par la firme Massey Ferguson.
Il est fabriqué en France de 1963 à 1965.

## Historique
La fusion des entreprises Massey Harris et Ferguson, réalisée administrativement en 1953, est plus longue à se mettre en place sur les plans technique et commercial. Les produits des deux anciennes marques, bien différents, ont leur propre réseau de distribution et leur propre clientèle. Le premier tracteur fabriqué par la nouvelle entité est le Massey Ferguson 35 dont les premiers exemplaires sont produits en 1960.
En attendant la gamme 100 qui arrive en 1964, Massey Ferguson produit de manière brève des tracteurs empruntant certaines caractéristiques aux Massey Harris, d'autres aux Ferguson. Le Massey Ferguson 37, construit de 1963 à 1965 dans l'usine française de Beauvais, est le dernier de ces « tracteurs de transition », faisant la synthèse des modèles précédents et remédiant à plusieurs de leurs défauts.

## Caractéristiques
Le Massey Ferguson 37 est équipé d'un moteur Diesel à trois cylindres (alésage de 91,44 mm et course de 127 mm) en ligne et à injection directe produit par Perkins, plus robuste et qui vieillit mieux que les moteurs Hotchkiss montés sur d'anciens tracteurs Ferguson. D'une cylindrée totale de 2 500 cm3, il développe une puissance de 42 ch SAE au régime de 2 150 tr/min.
La boîte de vitesses offre deux gammes comprenant chacune trois rapports avant et un rapport arrière. L'amplificateur de couple « Multipower », disponible pour la première fois en option sur un tracteur de cette puissance, double le nombre de rapports. Le tracteur possède un système de blocage de différentiel qui faisait défaut sur les modèles précédents. Le dispositif de sécurité interdisant d'actionner le démarreur si le levier de gammes n'est pas au point mort est reconduit.
La tracteur est équipée en série d'une prise de force arrière tournant au régime continu de 540 tr/min ou proportionnelle à la vitesse d'avancement ; les équipements permettant d'atteler des remorques sont par contre des options.
L'ergonomie du poste de pilotage n'est pas idéale, obligeant par exemple à appuyer sur les pédales vers le bas, ce qui peut être fatigant à la longue, mais le pilotage du tracteur est globalement facile.